# Ensino de química

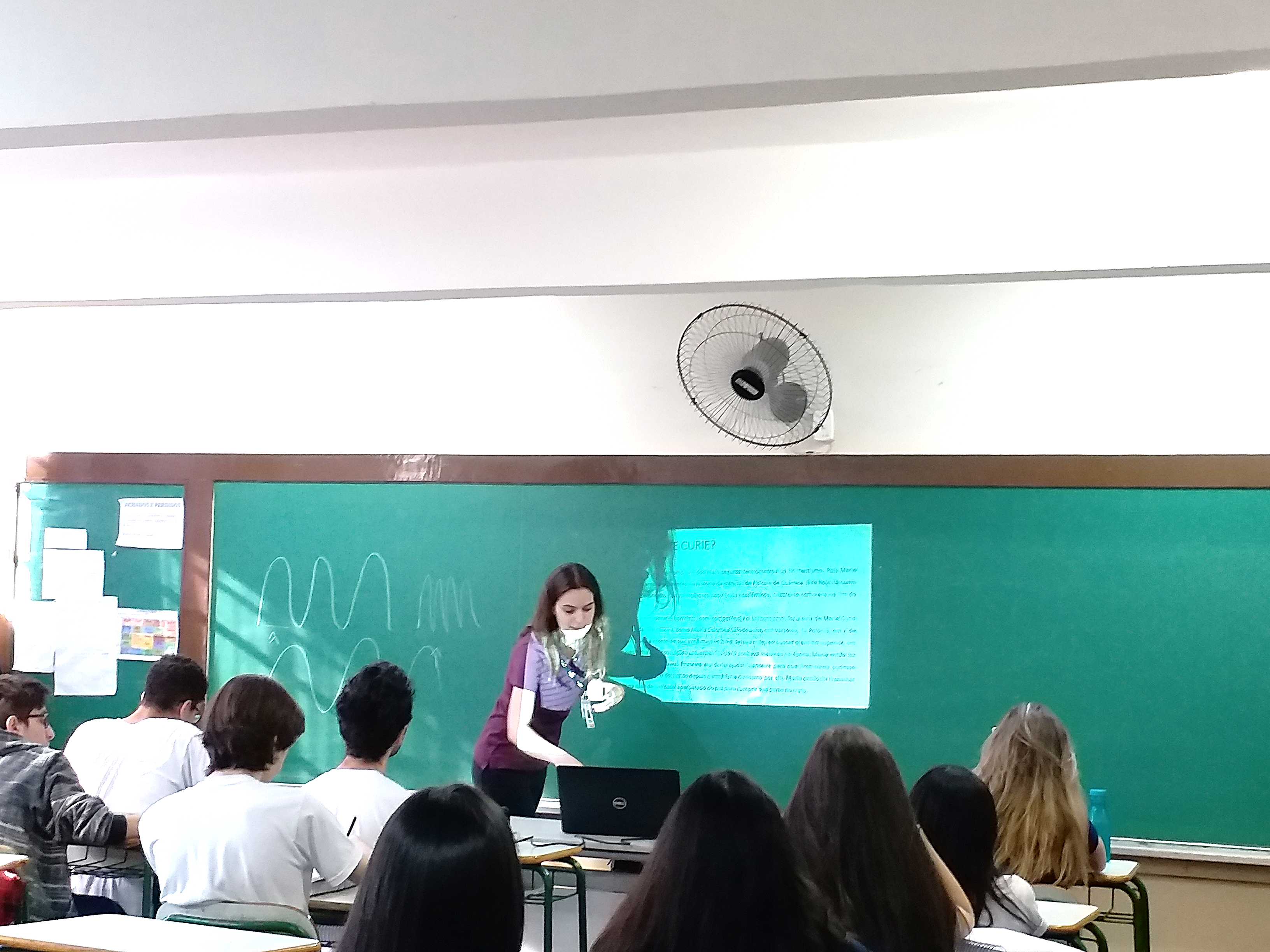
Ensino de Química no Ensino Médio no Brasil

O Ensino de Química é uma área da ciência dedicado ao estudo didático-pedagógico dos processos de ensino e aprendizagem do conteúdo de Química. Tem por objetivo investigar como os conceitos, princípios e práticas envolvendo o conteúdo de Química podem ser ensinados, compreendidos e aplicados em contextos educacionais e no cotidiano.
No Brasil, essa área de conhecimento, Ensino de Ciências, começou a se desenvolver na década de 1980, após o período da ditadura militar, como um ramo do conhecimento por meio de políticas públicas destinadas à formação de professores e pesquisadores nesta área e da necessidade da consolidação de Licenciaturas plenas. Nesse período, houve muitas influências de pesquisas internacionais que discutiam sobre a importância da ciência, tecnologia, sociedade e meio ambiente para o desenvolvimento do país devido o processo de globalização.
O domínio do conhecimento do conteúdo de química é uma condição necessária, mas é insuficiente para o desenvolvimento da área. Tendo em vista as interações entre pessoas (alunos e professores) e com a dinâmica do conhecimento nas aulas de química houve a necessidade de recorrer às contribuições teóricas de distintas áreas como a filosofia, a psicologia, a sociologia, a antropologia, entre outras. 